# Guillem de Castro (Abat de Sant Quirze)
Guillem de Castro fou abat de Sant Quirze de Colera almenys entre 1359 i 1375. L'11 de desembre de 1370 rebia autorització per part del bisbe de Girona per tal de construir una capella i un altar de Sant Antoni Confessor i les 11 mil verges, se suposa que al mateix monestir (ADG, V61, fol. 6v). També fou convocat l'octubre de 1371 i el gener de l'any següent a Girona, juntament amb els abats de Sant Pere de Rodes, Santa Maria de Roses, Vilabertran, Ullà, Sant Miquel de Cruïlles, Sant Miquel de Fluvià i Lladó per tal de dirimir sobre el subsidi que el comte d'Empúries, Joan I, demanava a l'església del comtat (U65, fol.40).